# الفاتنة والصعلوك (فلم)
الفاتنة والصعلوك هو فيلم تشويق وإثارة مصري من إخراج حسين عمارة  وبطولة حسين فهمي، ميرفت أمين، عقيلة راتب، توفيق الدقن، عزيزة راشد، إبراهيم سعفان، صلاح نظمي وسعيد عبد الغني. صدر الفيلم في 12 يوليو 1974.

## نبذه
يقرر عبده الإتجاه لسرقة السيارات، وفي أول محاولة له، يتعرف على نجوى المتزوجة التي تعاني من زوجها حنفي زعيم أحد العصابات، ويدعي أنه رئيس إحدى الشركات، يحاول البحث عن دليل للإيقاع بالزوج.

## طاقم العمل
- حسين فهمي بدور عبده عبد البر [2]
- ميرفت أمين بدور نجوى
- عقيلة راتب بدور جمالات
- توفيق الدقن بدور حنفي
- عزيزة راشد بدور عزيزة (وزة)
- إبراهيم سعفان بدور توفيق
- صلاح نظمي بدور رئيس المباحث
- سعيد عبد الغني بدور سمسم [3]

## وصلات خارجية
- مقالات تستعمل روابط فنية بلا صلة مع ويكي بيانات